# Lae-Atoll
Lae (deutsch veraltet: Browninseln) ist ein Atoll der Ralik-Kette der Marshallinseln. Das Atoll hat eine Landfläche von 1,45 km², die eine Lagune von 17,66 km² umschließt. Die Lagune des Atolls hat nur einen schiffbaren Zugang zum Meer. Auf dem Atoll leben 133 Einwohner (Stand 2021).